# جان لرد
جاناتان داگلاس "جان" لرد (به انگلیسی: Jonathan Douglas "Jon" Lord) ‏(۹ ژوئن ۱۹۴۱–۱۶ ژوئیه ۲۰۱۲) آهنگساز و نوازنده کیبورد و عضو پیشین گروه راک دیپرپل بود.

## زندگی
وی با نام کامل جاناتان داگلاس لرد در ۹ ژوئن سال ۱۹۴۱ در شهر لستر انگلستان به دنیا آمد. در ۹ سالگی نواختن پیانو در سبک کلاسیک را شروع کرد و پس از مدتی به فراگیری جز، بلوز و راک پرداخت. لرد در ۱۹ سالگی با بورس تحصیلی به مدرسه تئاتر در لندن رفت. در زمان دانشجویی در میکده‌های مختلف برنامه اجرا می‌کرد.
لرد در سال ۱۹۶۸ دیپ پرپل را بنیاد گذاشت که به یکی از محبوب‌ترین گروه‌های راک جهان تبدیل شد. در سال ۱۹۷۶ این گروه از هم پاشیده شد، اما بار دیگر در سال ۱۹۸۴ از نو تشکیل شد. دیپ پرپل در سراسر جهان کنسرت برگزار کرد و شش آلبوم منتشر کرد که بیش از ۱۵۰ میلیون نسخه از آن‌ها به فروش رفته‌است. لرد در سال ۲۰۰۲ از عضویت در گروه دیپ پرپل کناره‌گیری کرد.

### مرگ
جان لرد در ۱۶ ژوئیه ۲۰۱۲ در ۷۱ سالگی بر اثر سرطان لوزالمعده در کلینیکی در لندن درگذشت.

## تجهیزات موسیقی
جان لرد معمولاً از ارگ‌های هَموند سری بی۳ و سی۳ برای اجرای آثارش بهره می‌گرفت.

## آلبوم‌های شخصی
| ردیف | نام آلبوم                                | سال انتشار |
| ۱    | Gemini Suite                             | ۱۹۷۲       |
| ۲    | Windows                                  | ۱۹۷۴       |
| ۳    | Sarabande                                | ۱۹۷۶       |
| ۴    | Before I Forget                          | ۱۹۸۲       |
| ۵    | Country Diary of an Edwardian Lady       | ۱۹۸۴       |
| ۶    | Pictured Within                          | ۱۹۹۸       |
| ۷    | Beyond The Notes                         | ۲۰۰۴       |
| ۸    | Durham Concerto                          | ۲۰۰۸       |
| ۹    | Boom of the Tingling Strings & Disguises | ۲۰۰۸       |